# Veikkausliiga 2022
La temporada 2022 fue la edición número 92 de la Veikkausliiga. La temporada comenzó el 2 de abril y finalizó el 30 de octubre. El campeón defensor fue el HJK Helsinki, que revalidó su título.

## Formato
Los 12 equipos participantes jugaron entre sí todos contra todos dos veces totalizando 22 partidos cada uno, al término de la fecha 22, los 6 primeros clasificados pasaron al Grupo campeonato y los 6 restantes pasaron al Grupo descenso.
En el grupo campeonato los 6 equipos jugaron entre sí todos contra todos una vez totalizando 27 partidos cada uno, al término de la fecha 27, el primer clasificado se coronó campeón y obtuvo un cupo para la primera ronda de la Liga de Campeones de la UEFA 2023-24, mientras que el segundo obtuvo un cupo para la primera ronda de la Liga Europa Conferencia de la 2023-24, el último cupo a dicho torneo fue establecido mediante play-offs clasificatorios.
En el grupo descenso los 6 equipos jugaron entre sí todos contra todos una vez totalizando 27 partidos cada uno, al término de la fecha 27, el penúltimo clasificado jugó el play-off por la permanencia contra el subcampeón de la Ykkönen 2022 por un lugar en la próxima temporada y el último clasificado descendió directamente a la Ykkönen 2023.
Un tercer cupo para la primera ronda de la Liga Europa Conferencia de la 2023-24 fue asignado al campeón de la Copa de Finlandia.

## Ascensos y descensos
| Pos. | Descendidos de la Veikkausliiga 2021 |
| ---- | ------------------------------------ |
| 12.º | KTP                                  |

| Pos. | Ascendidos de la Ykkönen 2021 |
| ---- | ----------------------------- |
| 1.º  | VPS                           |

## Equipos participantes
| Equipo        | Ciudad      | Estadio                | Capacidad |
| ------------- | ----------- | ---------------------- | --------- |
| Haka          | Valkeakoski | Tehtaan kenttä         | 3516      |
| HIFK          | Helsinki    | Bolt Arena             | 10 776    |
| HJK           | Helsinki    | Bolt Arena             | 10 776    |
| Honka         | Tapiola     | Tapiolan Urheilupuisto | 5000      |
| Ilves         | Tampere     | Estadio Tampere        | 16800     |
| Inter Turku   | Turku       | Veritas Stadion        | 9300      |
| KuPS          | Kuopio      | Väre Areena            | 5000      |
| Lahti         | Lahti       | Lahden Stadion         | 14 500    |
| IFK Mariehamn | Mariehamn   | Wiklöf Holding Arena   | 4000      |
| Oulu          | Oulu        | Raatti Stadion         | 6000      |
| SJK           | Seinäjoki   | OmaSP Stadion          | 6000      |
| VPS           | Vaasa       | Hietalahti Stadion     | 6000      |

## Temporada regular

### Tabla de posiciones
| Pos. | Equipo        | Pts. | PJ | G  | E | P  | GF | GC | Dif. | Clasificación 2022 |
| ---- | ------------- | ---- | -- | -- | - | -- | -- | -- | ---- | ------------------ |
| 1    | HJK           | 49   | 22 | 15 | 4 | 3  | 34 | 18 | +16  | Grupo Campeonato   |
| 2    | KuPS          | 47   | 22 | 14 | 5 | 3  | 36 | 16 | +20  | Grupo Campeonato   |
| 3    | Honka         | 41   | 22 | 12 | 5 | 5  | 45 | 21 | +24  | Grupo Campeonato   |
| 4    | Haka          | 37   | 22 | 11 | 4 | 7  | 36 | 38 | −2   | Grupo Campeonato   |
| 5    | Inter Turku   | 32   | 22 | 9  | 5 | 8  | 40 | 28 | +12  | Grupo Campeonato   |
| 6    | SJK           | 31   | 22 | 9  | 4 | 9  | 29 | 32 | −3   | Grupo Campeonato   |
| 7    | Oulu          | 30   | 22 | 8  | 6 | 8  | 35 | 35 | 0    | Grupo Descenso     |
| 8    | Ilves         | 25   | 22 | 6  | 7 | 9  | 31 | 36 | −5   | Grupo Descenso     |
| 9    | IFK Mariehamn | 24   | 22 | 6  | 6 | 10 | 25 | 33 | −8   | Grupo Descenso     |
| 10   | VPS           | 22   | 22 | 6  | 4 | 12 | 39 | 36 | +3   | Grupo Descenso     |
| 11   | Lahti         | 18   | 22 | 4  | 6 | 12 | 19 | 43 | −24  | Grupo Descenso     |
| 12   | HIFK          | 9    | 22 | 1  | 6 | 15 | 15 | 48 | −33  | Grupo Descenso     |

 Fuente: Veikkausliiga

### Resultados
| Local \ Visitante | HAK | HFK | HJK | HON | ILV | INT | KPS | LAH | MAR | OUL | SJK | VPS |
| ----------------- | --- | --- | --- | --- | --- | --- | --- | --- | --- | --- | --- | --- |
| Haka              |     | 2–1 | 0–3 | 2–1 | 2–1 | 3–2 | 2–1 | 1–1 | 3–2 | 3–2 | 1–1 | 0–2 |
| HIFK              | 0–2 |     | 0–2 | 1–2 | 0–1 | 0–3 | 0–1 | 0–3 | 1–1 | 1–6 | 0–2 | 1–5 |
| HJK               | 4–1 | 2–1 |     | 1–0 | 2–1 | 1–4 | 1–1 | 3–2 | 1–0 | 0–1 | 1–0 | 3–1 |
| Honka             | 3–2 | 4–1 | 1–2 |     | 0–0 | 2–1 | 2–0 | 5–0 | 1–1 | 2–2 | 5–1 | 4–0 |
| Ilves             | 2–3 | 0–1 | 1–2 | 0–4 |     | 1–1 | 1–2 | 3–2 | 1–0 | 0–2 | 3–1 | 3–2 |
| Inter Turku       | 0–2 | 2–2 | 0–1 | 0–1 | 2–2 |     | 1–2 | 5–1 | 4–0 | 2–1 | 1–0 | 1–1 |
| KuPS              | 2–1 | 5–1 | 0–0 | 1–1 | 0–0 | 2–1 |     | 4–0 | 1–0 | 2–1 | 2–0 | 3–1 |
| Lahti             | 0–1 | 0–0 | 1–1 | 0–2 | 1–1 | 2–1 | 0–1 |     | 0–2 | 0–2 | 1–3 | 0–5 |
| Mariehamn         | 2–0 | 1–1 | 2–1 | 1–1 | 1–5 | 2–3 | 1–1 | 0–0 |     | 2–1 | 2–0 | 1–3 |
| Oulu              | 3–0 | 1–1 | 1–1 | 2–1 | 2–2 | 1–0 | 0–3 | 0–0 | 3–1 |     | 1–0 | 0–6 |
| SJK               | 2–2 | 2–1 | 0–1 | 3–2 | 3–3 | 1–1 | 2–1 | 1–2 | 1–0 | 3–2 |     | 2–0 |
| VPS               | 3–3 | 1–1 | 0–1 | 0–1 | 3–0 | 1–2 | 0–1 | 2–3 | 1–3 | 2–2 | 0–1 |     |

## Grupo Campeonato

### Tabla de posiciones
| Pos. | Equipo      | Pts. | PJ | G  | E | P  | GF | GC | Dif. | Clasificación 2023-24                                   |
| ---- | ----------- | ---- | -- | -- | - | -- | -- | -- | ---- | ------------------------------------------------------- |
| 1    | HJK (C)     | 58   | 27 | 18 | 4 | 5  | 41 | 23 | +18  | Primera ronda clasificatoria de Liga de Campeones       |
| 2    | KuPS        | 57   | 27 | 17 | 6 | 4  | 43 | 21 | +22  | Primera ronda clasificatoria de Liga Europa Conferencia |
| 3    | Honka       | 49   | 27 | 14 | 7 | 6  | 53 | 27 | +26  | Primera ronda clasificatoria de Liga Europa Conferencia |
| 4    | Haka        | 45   | 27 | 13 | 6 | 8  | 40 | 40 | 0    | Play-offs para la Liga Europa Conferencia               |
| 5    | Inter Turku | 35   | 27 | 10 | 5 | 12 | 42 | 36 | +6   | Play-offs para la Liga Europa Conferencia               |
| 6    | SJK         | 35   | 27 | 10 | 5 | 12 | 33 | 38 | −5   | Play-offs para la Liga Europa Conferencia               |

 Fuente: Veikkausliiga
Notas:
1. ↑  Campeón de la Copa de Finlandia 2022.

### Resultados
| Local \ Visitante | HAK | HJK | HON | KPS | INT | SJK |
| ----------------- | --- | --- | --- | --- | --- | --- |
| Haka              |     | 0–1 |     |     |     | 2–0 |
| HJK               |     |     |     | 0–1 | 3–0 | 2–1 |
| Honka             | 1–1 | 3–1 |     |     | 2–1 |     |
| KuPS              | 0–0 |     | 3–2 |     | 2–0 |     |
| Inter Turku       | 0–1 |     |     |     |     | 1–0 |
| SJK               |     |     | 0–0 | 3–1 |     |     |

## Grupo Descenso

### Tabla de posiciones
| Pos. | Equipo        | Pts. | PJ | G  | E | P  | GF | GC | Dif. | Descenso                                  |
| ---- | ------------- | ---- | -- | -- | - | -- | -- | -- | ---- | ----------------------------------------- |
| 1    | Oulu          | 39   | 27 | 11 | 6 | 10 | 46 | 43 | +3   | Play-offs para la Liga Europa Conferencia |
| 2    | VPS           | 35   | 27 | 10 | 5 | 12 | 52 | 41 | +11  | Play-offs para la Liga Europa Conferencia |
| 3    | Ilves         | 34   | 27 | 9  | 7 | 11 | 43 | 43 | 0    |                                           |
| 4    | IFK Mariehamn | 34   | 27 | 9  | 7 | 11 | 41 | 43 | −2   |                                           |
| 5    | Lahti (O)     | 21   | 27 | 5  | 6 | 16 | 26 | 55 | −29  | Play-off por la permanencia               |
| 6    | HIFK (D)      | 9    | 27 | 1  | 6 | 20 | 20 | 70 | −50  | Segunda División                          |

 Fuente: Veikkausliiga

### Resultados
| Local \ Visitante | HFK | ILV | OUL | LAH | MAR | VPS |
| ----------------- | --- | --- | --- | --- | --- | --- |
| HIFK              |     | 1–5 |     |     | 2–3 |     |
| Ilves             |     |     |     | 1–0 | 2–3 | 2–3 |
| Oulu              | 4–1 | 0–2 |     | 2–1 |     |     |
| Lahti             | 6–1 |     |     |     |     | 0–2 |
| Mariehamn         |     |     | 2–4 | 6–0 |     | 2–2 |
| VPS               | 4–0 |     | 2–1 |     |     |     |

## Play-offs para la Liga Europa Conferencia

### Cuadro de desarrollo
|  | Primera ronda | Primera ronda | Primera ronda |             |      | Semifinal     | Semifinal     | Semifinal     |  |      | Final              | Final              | Final              | Final              | Final              |  |
|  | 19 de octubre | 19 de octubre | 19 de octubre |             |      | 22 de octubre | 22 de octubre | 22 de octubre |  |      | 26 y 30 de octubre | 26 y 30 de octubre | 26 y 30 de octubre | 26 y 30 de octubre | 26 y 30 de octubre |  |
|  |               |               |               |             |      |               |               |               |  |      |                    |                    |                    |                    |                    |  |
|  |               |               |               |             |      |               |               |               |  |      |                    |                    |                    |                    |                    |  |
|  | SJK           | SJK           | 0             |             |      |               |               |               |  |      |                    |                    |                    |                    |                    |  |
|  | SJK           | SJK           | 0             |             |      |               |               |               |  |      |                    |                    |                    |                    |                    |  |
|  | Oulu          | Oulu          | 1             |             |      |               |               |               |  |      |                    |                    |                    |                    |                    |  |
|  | Oulu          | Oulu          | 1             |             | Oulu | Oulu          | 0             |               |  |      |                    |                    |                    |                    |                    |  |
|  |               |               |               |             | Oulu | Oulu          | 0             |               |  |      |                    |                    |                    |                    |                    |  |
|  |               |               | VPS (t. s.)   | VPS (t. s.) | 1    |               |               |               |  |      |                    |                    |                    |                    |                    |  |
|  | Inter Turku   | Inter Turku   | VPS (t. s.)   | VPS (t. s.) | 1    | 1             |               |               |  |      |                    |                    |                    |                    |                    |  |
|  | Inter Turku   | Inter Turku   |               |             |      |               |               |               |  |      |                    |                    |                    |                    |                    |  |
|  | VPS           | VPS           | 5             |             |      |               |               |               |  |      |                    |                    |                    |                    |                    |  |
|  | VPS           | VPS           | 5             |             |      |               |               |               |  | Haka | Haka               | 3                  | 1                  | 4                  |                    |  |
|  |               |               |               |             |      |               |               |               |  | Haka | Haka               | 3                  | 1                  | 4                  |                    |  |
|  |               |               | VPS           | VPS         | 0    | 2             | 2             |               |  |      |                    |                    |                    |                    |                    |  |
|  |               |               | VPS           | VPS         | 0    | 2             | 2             |               |  |      |                    |                    |                    |                    |                    |  |
|  |               |               |               |             |      |               |               |               |  |      |                    |                    |                    |                    |                    |  |
|  |               |               |               |             |      |               |               |               |  |      |                    |                    |                    |                    |                    |  |
|  |               |               |               |             |      |               |               |               |  |      |                    |                    |                    |                    |                    |  |
|  |               |               |               |             |      |               |               |               |  |      |                    |                    |                    |                    |                    |  |
|  |               |               |               |             |      |               |               |               |  |      |                    |                    |                    |                    |                    |  |
|  |               |               |               |             |      |               |               |               |  |      |                    |                    |                    |                    |                    |  |
|  |               |               |               |             |      |               |               |               |  |      |                    |                    |                    |                    |                    |  |
|  |               |               |               |             |      |               |               |               |  |      |                    |                    |                    |                    |                    |  |
|  |               |               |               |             |      |               |               |               |  |      |                    |                    |                    |                    |                    |  |
|  |               |               |               |             |      |               |               |               |  |      |                    |                    |                    |                    |                    |  |

### Primera ronda
| 19 de octubre | SJK | 0 – 1   | Oulu            | Estadio OmaSP, Seinäjoki      |                               |
| 17:00 (UTC+2) |     | Reporte | Karjalainen 59' | Árbitro(s): Mohammad Al Emara | Árbitro(s): Mohammad Al Emara |

| 19 de octubre | Inter Turku | 1 – 5   | VPS                                                                       | Veritas Stadion, Turku       |                              |
| 17:00 (UTC+2) | Niska 81'   | Reporte | - Alanko 37' - Kuittinen 48' (a.g.) - Multanen 65' - Hudd 77' - Niemi 85' | Árbitro(s): Ville Nevalainen | Árbitro(s): Ville Nevalainen |

### Semifinal
| 22 de octubre | Oulu | 0 – 1 (t. s.) | VPS         | Estadio Raatti, Oulu                                  |                                                       |
| 16:00 (UTC+2) |      | Reporte       | Jääskä 108' | Asistencia: 1091 espectadores Árbitro(s): Joni Hyytiä | Asistencia: 1091 espectadores Árbitro(s): Joni Hyytiä |

### Final
| Ida; 26 de octubre | VPS | 0 – 3   | Haka                      | Estadio Hietalahti, Vaasa                               |                                                         |
| 17:00 (UTC+2)      |     | Reporte | Erwin 4', 28', 43' (pen.) | Asistencia: 1551 espectadores Árbitro(s): Peiman Simani | Asistencia: 1551 espectadores Árbitro(s): Peiman Simani |

| Vuelta; 30 de octubre | Haka         | 1 – 2 (Global 4 – 2) | VPS                          | Tehtaan kenttä, Valkeakoski |                           |
| 15:00 (UTC+2)         | Sihvonen 30' | Reporte              | - Räisänen 13' - Vahtera 73' | Árbitro(s): Antti Munukka   | Árbitro(s): Antti Munukka |

## Play-off por la permanencia
| Ida; 20 de octubre | TPS Turku    | 1 – 1   | Lahti      | Veritas Stadion, Turku                                  |                                                         |
| 17:30 (UTC+2)      | Pakkanen 72' | Reporte | Hertsi 26' | Asistencia: 2621 espectadores Árbitro(s): Peiman Simani | Asistencia: 2621 espectadores Árbitro(s): Peiman Simani |

| Vuelta; 23 de octubre | Lahti                                    | 2 – 1 (Global 3 – 2) | TPS Turku    | Estadio de Lahti, Lahti    |                            |
| 16:00 (UTC+2)         | - Zeqiri 10' (pen.) - Penninkangas 90+1' | Reporte              | Kinnunen 88' | Árbitro(s): Oliver Reitala | Árbitro(s): Oliver Reitala |

- Lahti venció 3–2 en el resultado global y se mantuvo en la Veikkausliiga, TPS Turku permaneció en la Ykkönen.

## Goleadores
Actualizado al 11 de septiembre de 2022.
| Pos. | Jugador            | Club             | Goles |
| ---- | ------------------ | ---------------- | ----- |
| 1    | Lee Erwin          | FC Haka          | 14    |
| 2    | Tim Väyrynen       | KuPS             | 11    |
| 3    | Kalle Multanen     | VPS              | 10    |
| 3    | Agon Sadiku        | FC Honka         | 10    |
| 5    | Michael López      | AC Oulu          | 8     |
| 5    | Petteri Pennanen   | FC Ilves Tampere | 8     |
| 7    | Benjamin Källman   | FC Inter Turku   | 7     |
| 7    | Kai Meriluoto      | FC Ilves Tampere | 7     |
| 9    | Bojan Radulović    | HJK Helsinki     | 7     |
| 9    | Stavros Zarokostas | FC Haka          | 7     |